# Caterpillar 966

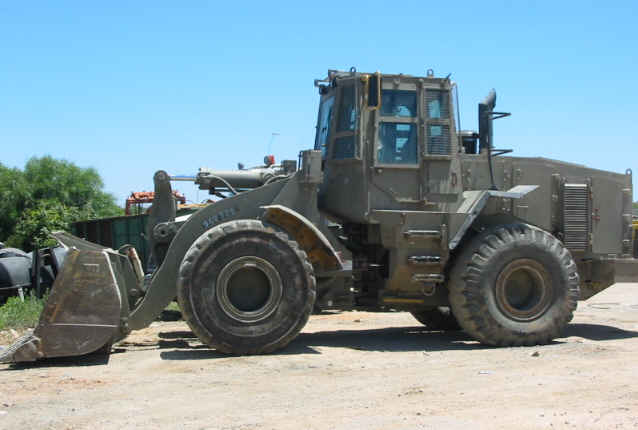
Caterpillar 966 Армии Обороны Израиля

Caterpillar 966 — ковшовый погрузчик производства компании Caterpillar.

## Конструкция
Хотя Caterpillar 966 считается погрузчиком средних размеров, он довольно большой. Весит около 23 тонн и имеет длину почти 9 метров. Кабина поднимается на высоту около 3,6 метра и обеспечивает оператору хороший обзор.
Caterpillar 966 построен по шарнирно-сочлененной конструкции, при которой ковш и передняя пара колёс отделены от двигателя и задних колес, и эти две части соединены вращающимся шарниром. Эта конструкция имеет множество преимуществ в снижении скручивающих усилий на шасси, особенно на дорогах с неровным покрытием, например на рабочих площадках. Рулевое управление осуществляется за счет перемещения всего шарнира переднего моста в стороны, а не посредством гребёнки и переднего моста, воздействующего на передние колёса, что позволяет снизить нагрузку на эти агрегаты на труднопроходимой местности. Поскольку рулевое управление осуществляется задним шарниром, а не колёсами, маневренность на террасах при погрузке и подъезде к самосвалам лучше и удобнее.
Двигатель Caterpillar 966 — дизельный, мощностью 276 л.с., расположенный за кабиной. Выхлоп также расположен за кабиной оператора, что увеличивает обзор.
Основной активной частью является ковш, типичный для ковшовых погрузчиков, предназначенный для копания, сгребания, перевозки грунта и гравия и погрузки их на самосвалы. Ковш поставляется в нескольких размерах, каждый размер имеет разную вместимость. Некоторые ковши также имеют «зубцы», которые позволяют лучше проникать в землю и выкапывать её.

## Caterpillar 966 Инженерного корпуса ЦАХАЛа
Инженерный корпус ЦАХАЛа использует данные погрузчики. Выпускаются в нескольких моделях, основной из которых является CAT-966, в основном это модели 996E, 996F и 966G.
На Caterpillar 966 инженерного корпуса установлена броня, защищающая оператора и механические системы, в основном, от бросания камней, коктейлей Молотова и огня стрелкового оружия.
Используются для земляных работ, строительства, возведения укреплений, инженерных прорубок, а иногда и для сноса зданий. В частности, погрузчики используются для демонтажа и возведения блокпостов путём сброса груд песка посреди дороги и перемещения грузовых автомобилей поперёк дороги.

ЦАХАЛ использует данные погрузчики для операций по обеспечению безопасности в Иудее и Самарии. В 2005 году ЦАХАЛ начал использовать траншеи для сноса домов террористов и боевиков. Причиной этого является более высокая, чем у бронированного бульдозера D9, мобильность, а также стремление избежать ущерба гражданской инфраструктуре Палестины, поскольку D-9 разрушает дороги, по которым он проезжает, из-за своего он предпочтителенее в простых операциях.

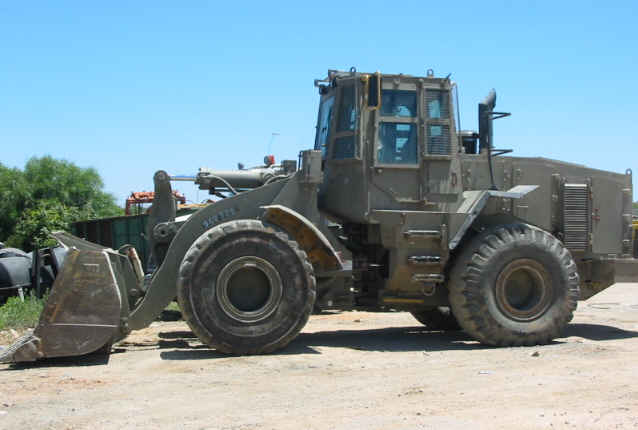
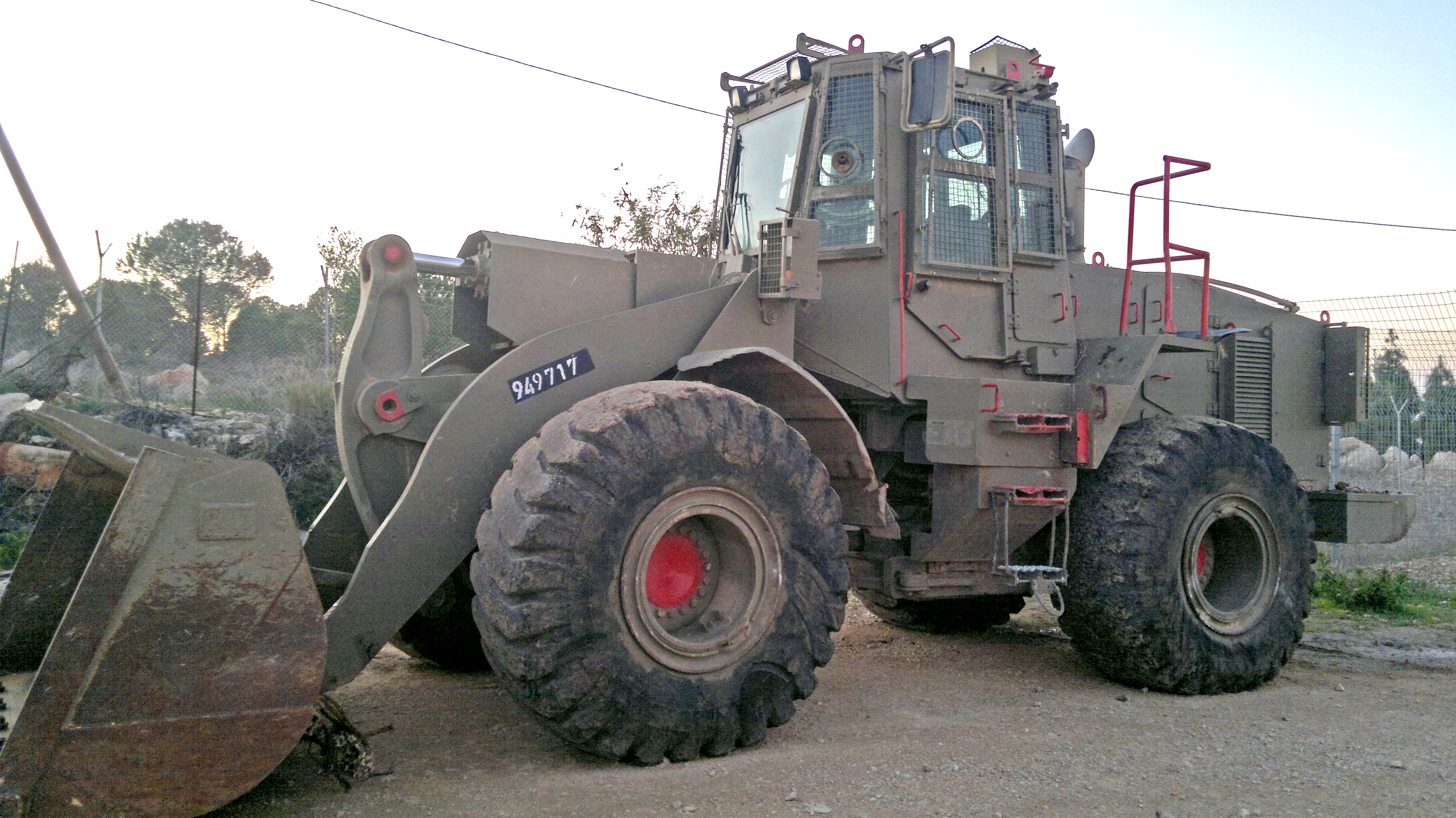
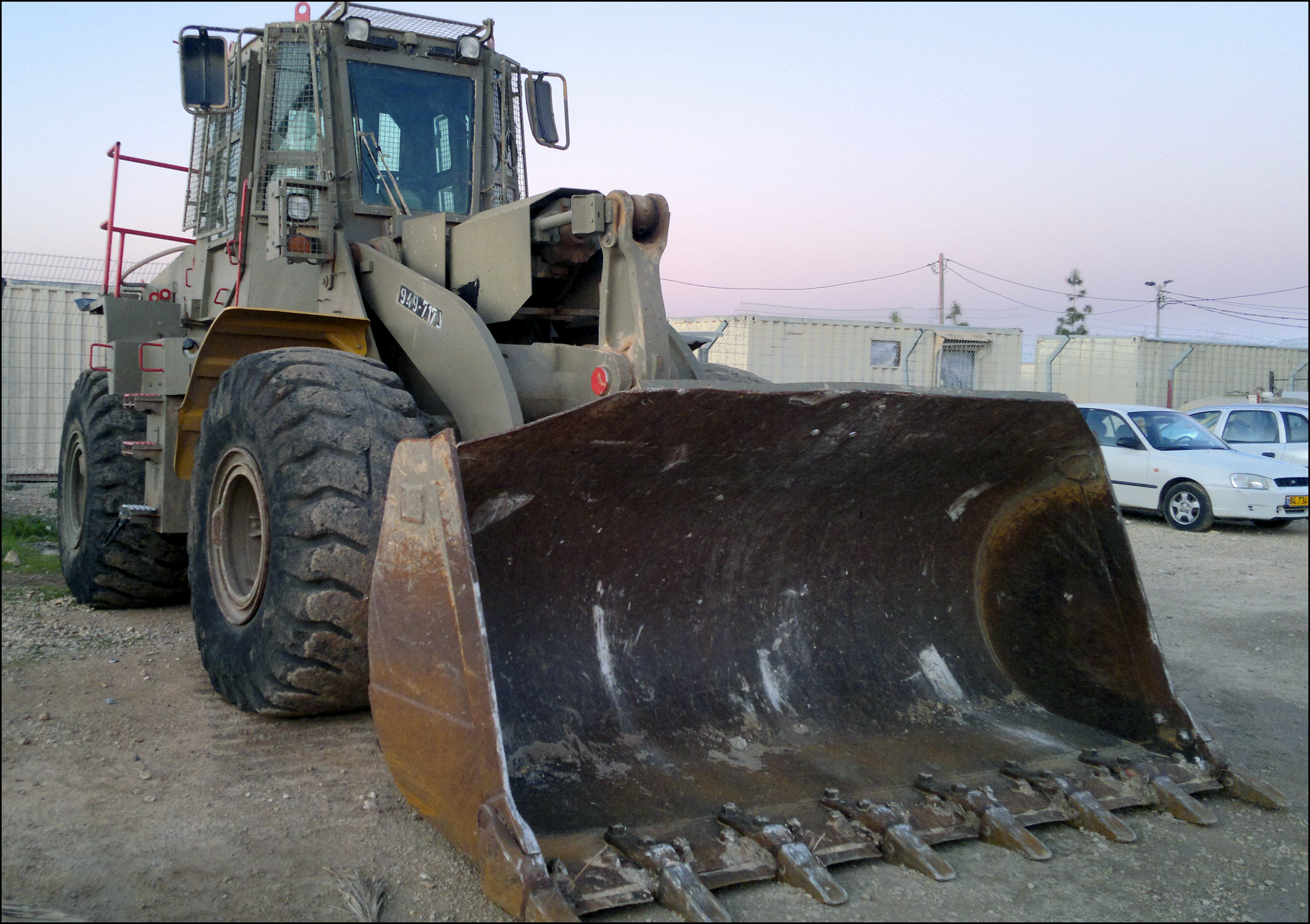